# Kačice
Kačice är en ort i Tjeckien.   Den ligger i regionen Mellersta Böhmen, i den centrala delen av landet, 30 km väster om huvudstaden Prag. Kačice ligger 401 meter över havet och antalet invånare är 1 169.
Terrängen runt Kačice är lite kuperad. Runt Kačice är det mycket tätbefolkat, med 1 135 invånare per kvadratkilometer. Närmaste större samhälle är Kladno, 8,3 km öster om Kačice. Trakten runt Kačice består till största delen av jordbruksmark.